# La Vie des autres
Cet article possède un paronyme, voir François Gaillard ou la Vie des autres.
Ce film ne doit pas être confondu avec la série télévisée La Vie des autres, diffusée de 1980 à 1984
Pour plus de détails, voir Fiche technique et Distribution.
La Vie des autres (Das Leben der Anderen) est un film allemand écrit et réalisé par Florian Henckel von Donnersmarck, sorti en 2006. Il a reçu de nombreuses récompenses, dont l'Oscar du meilleur film en langue étrangère.

## Synopsis
En 1984 à Berlin-Est, Gerd Wiesler, capitaine de la Stasi, froid, intransigeant, totalement dévoué au système, se voit confier la tâche de surveiller le dramaturge Georg Dreyman. Wiesler comprend vite qu'il s'agit d'une intrigue orchestrée par le ministre est-allemand de la culture Bruno Hempf, qui impose une relation sexuelle à la comédienne Christa-Maria Sieland, la compagne de Dreyman ; le ministre souhaite ainsi compromettre son rival pour l'éliminer. Le supérieur de Wiesler et ancien camarade de classe de ce dernier, le lieutenant-colonel Grubitz, espère quant à lui que cette mission sera bénéfique à sa carrière.
Wiesler, installé dans les combles de l'immeuble de Dreyman et équipé d'un imposant matériel d'écoute, s'imprègne de la vie quotidienne des personnes qu'il espionne nuit et jour. Admirateur du talent de comédienne de Christa, il cherche à mettre fin à la situation qui la contraint à se soumettre au ministre de la culture ; il active la sonnette de l'appartement de Dreyman pour que ce dernier se rende compte que le ministre poursuit Christa-Maria de ses assiduités, il rencontre Christa dans un café et lui témoigne admiration et compassion, ce qui l'incite à rompre avec Hempf. Wiesler s'éloigne ainsi peu à peu de sa mission : il en vient à ne rien signaler lorsque Dreyman, à la suite du suicide de son ami Jerska — metteur en scène de théâtre interdit de travail —, s'affaire à la rédaction d'un article de presse pour le  magazine ouest-allemand Der Spiegel, destiné à révéler le taux de suicide anormalement élevé en RDA. Pour rester anonyme et éviter l'arrestation, Dreyman utilise une machine à écrire, fournie par le magazine édité en RFA, qu'il cache sous son parquet.
Progressivement, Wiesler en vient à rédiger des rapports incomplets ou falsifiés, dans le but de protéger l'homme qu'il est censé surveiller.
Lorsque Christa-Maria Sieland, inquiétée en raison de son usage de médicaments interdits, et surtout pour avoir repoussé Hempf, est interrogée par Grubitz, elle dénonce — pour sauver sa carrière — son compagnon comme étant l'auteur de l'article paru entretemps dans le Spiegel. La perquisition chez Dreyman s'avère infructueuse car Christa a volontairement omis de donner l'endroit de la cachette contenant la machine à écrire. Toujours détenue à la Stasi, elle est à nouveau interrogée, cette fois par Wiesler, contraint par Grubitz qui a des soupçons sur sa loyauté. Elle donne cette fois l'emplacement de la cachette de l'appartement de Dreyman, se voit promettre par Wiesler que la perquisition n'aura lieu qu'une fois qu'elle aura quitté les locaux de la Stasi. Elle est recrutée comme « collaboratrice officieuse ». On voit ensuite Wiesler se précipiter chez Dreyman. Grubitz lance une deuxième perquisition de l'appartement. Christa-Maria, horrifiée d'avoir « donné » son compagnon et persuadée qu'il va être arrêté, s'enfuit de l'appartement et se suicide en se jetant sous un camion, sous les yeux de Wiesler, resté en faction devant l'immeuble. Wiesler n'a que le temps de lui dire « qu'il n'y a rien à racheter car il a pu… » avant qu'elle ne meure. Grubitz et ses hommes ne trouvent pas la machine dans la cache signalée et s'excusent de leur « erreur » auprès de Dreyman qui tient Christa morte dans ses bras.
Cependant, Wiesler a éveillé les soupçons de son supérieur Grubitz, ce qui suffit pour qu'il rétrograde son vieux camarade au service de contrôle du courrier, la « section M ».
Plusieurs années plus tard, après la chute du mur de Berlin et l'ouverture des archives de la Stasi, Dreyman rencontre de nouveau Hempf qui lui apprend que son appartement était sur écoute. Après avoir constaté que son appartement est en effet encore « truffé » des micros de l’époque abandonnés par la Stasi, il se rend aux archives de la police politique et consulte le très épais dossier qui le concerne : il remarque les falsifications apportées par le responsable de sa surveillance et remarque sur le dernier rapport de l'agent « HGW XX/7 » la trace d’une empreinte à l'encre rouge, la même encre que celle de la machine disparue de son appartement. Il comprend alors qu'il a bel et bien été protégé par cet agent « HGW XX/7 », lequel lui est inconnu. Il effectue des recherches complémentaires et découvre que cet agent, Wiesler, est désormais livreur de prospectus et journaux gratuits à Berlin, mais il choisit de ne pas le contacter.
Deux ans plus tard, Dreyman publie un roman, dont le titre est  en allemand Sonate vom Guten Menschen, ce qui se traduit littéralement par La Sonate de l'homme bon. Cette sonate correspond à la partition que lui avait offert Jerska avant son suicide, et dont l'écoute avait bouleversé Wiesler.
Wiesler aperçoit dans la vitrine d'une librairie une affiche publicitaire pour ce dernier livre de Dreyman ; il entre alors dans le magasin et, ouvrant un des exemplaires en vente, constate que l'auteur a dédié le livre à l'agent de la Stasi « HGW XX/7 », pour le remercier de sa protection. Wiesler l'achète et, à la question du caissier qui lui demande s'il faut préparer un paquet-cadeau, il répond : « Non, c'est pour moi. »

## Fiche technique
- Titre français : La Vie des autres
- Titre original : Das Leben der Anderen
- Réalisation : Florian Henckel von Donnersmarck
- Scénario : Florian Henckel von Donnersmarck
- Musique : Gabriel Yared, Stéphane Moucha
  - Musiques additionnelles préexistantes : Ernst Ludwig Petrowsky, Angelika Mann, Frank Schöbel, Hansi Biebl, ainsi que les groupes : 4PS, Pankow, Bayon, Karat et Silly
- Photographie : Hagen Bogdanski
- Montage : Patricia Rommel
- Production : Max Wiedemann, Quirin Berg
- Pays de production :  Allemagne
- Langue originale : allemand
- Format : couleurs - 2,35:1 - 35mm - Dolby Digital
- Genre : drame
- Durée : 137 minutes
- Dates de sortie :
  - Allemagne : 23 mars 2006
  - France : 31 janvier 2007
- Date de sortie en DVD et Blu-ray : 25 octobre 2007[Où ?]

## Distribution
- Ulrich Mühe (VF : Dominique Guillo) : Hauptmann Gerd Wiesler
- Sebastian Koch (VF : Bernard Gabay) : Georg Dreyman
- Martina Gedeck (VF : Frédérique Tirmont) : Christa-Maria Sieland
- Ulrich Tukur (VF : Bernard Lanneau) : Oberstleutnant Anton Grubitz
- Thomas Thieme (de) (VF :  Bernard-Pierre Donnadieu) : le ministre de la Culture Bruno Hempf
- Hans-Uwe Bauer (de) (VF :  Franck Capillery) : Paul Hauser
- Volkmar Kleinert (de) : Albert Jerska
- Matthias Brenner (de) (VF : Patrice Baudrier) : Karl Wallner
- Charly Hübner (VF : Georges Caudron) : Udo, l'agent de la STASI simplet
- Herbert Knaup (VF : Edgar Givry) : Gregor Hessenstein, le journaliste du 'Spiegel'
- Bastian Trost (de) (VF : Jean-Christophe Dollé) : le détenu 227
- Marie Gruber : Madame Meineke
- Zack Volker Michalowski (de) (VF : Vincent Ropion) : le graphologue
- Hubertus Hartmann (de) (VF : Bernard Alane) : Egon Schwalber
- Hinnerk Schönemann (VF : Thierry Wermuth) : Axel Stigler
- Paul Fassnacht (de) (VF : Gabriel Le Doze)  : Oncle Frank Hauser
- Werner Daehn (de) : l'agent de la STASI fouillant l'appartement
- Ludwig Blochberger (de) : Benedikt Lehmann, l'étudiant
- Paul Maximilian Schüller (de) : l'enfant avec le ballon
- Gabi Fleming (VF : Anne Massoteau) : la prostituée

## Personnages

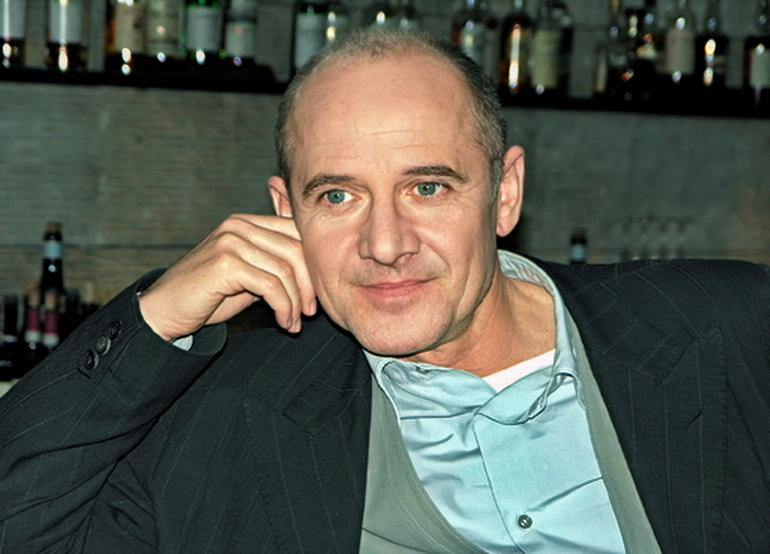
Gerd Wiesler (Ulrich Mühe).

- Gerd Wiesler est un agent expérimenté de la Stasi — matricule « HGW XX/7 » — ancien camarade de classe de son supérieur — le lieutenant-colonel Grubitz — sur lequel il a un peu d'influence, par exemple, lorsqu'il lui donne son avis sur Dreyman : Grubitz le désapprouve mais choisit par opportunisme cette position face au ministre Hempf. Il occupe alternativement une place de formateur pour les futurs agents de la Stasi et une place de capitaine froid et taciturne. Son métier est son unique occupation réelle, sa vie privée semble se limiter à des relations avec une prostituée et à des arrêts, seul, dans un bar. Wiesler est un spécialiste des interrogatoires. Ses méthodes sont dures, inhumaines, mais efficaces, il ne donne pas de répit au suspect qu'il interroge, lequel ne peut pas dormir tant qu'il n'a pas avoué, ce qui peut durer 48 heures. Idéaliste, il se bat avec conviction pour un régime qu'il croit conforme à son idéal mais dont il va peu à peu découvrir la véritable nature. En se rendant compte qu'un ministre tente de se débarrasser d'un innocent, Georg Dreyman, fidèle soutien de la RDA, dans le seul but de s'attirer les faveurs de sa compagne, Wiesler s'aperçoit du profond décalage entre l'idéal pour lequel il combat, et la réalité. Il va alors protéger Dreyman au péril de sa vie. Une scène symbolise le basculement de Wiesler. Lorsque, dans l'ascenseur menant à son appartement, un petit garçon lui demande si c'est bien « vrai » qu'il est de la Stasi, Wiesler lui demande en retour s'il sait exactement ce qu'est la Stasi. Le garçon lui répond alors : « Mon papa dit que ce sont des hommes méchants qui envoient des innocents en prison. » Par réflexe, Wiesler questionne alors : « Et comment s'appelle ton pa… ton ballon ? » Ainsi, alors qu'il allait demander le nom du père pour mener une enquête, le capitaine est en proie à un profond trouble et finit par demander le nom du ballon, ce qui déclenche les moqueries de l'enfant… Le début de sa transformation est confirmé. Il doute progressivement du bien-fondé de sa mission[1]. D'après L'Express, « la description de la lente érosion de la carapace de Gerd Wiesler est un modèle d'analyse de psychologie comportementale[2] ».

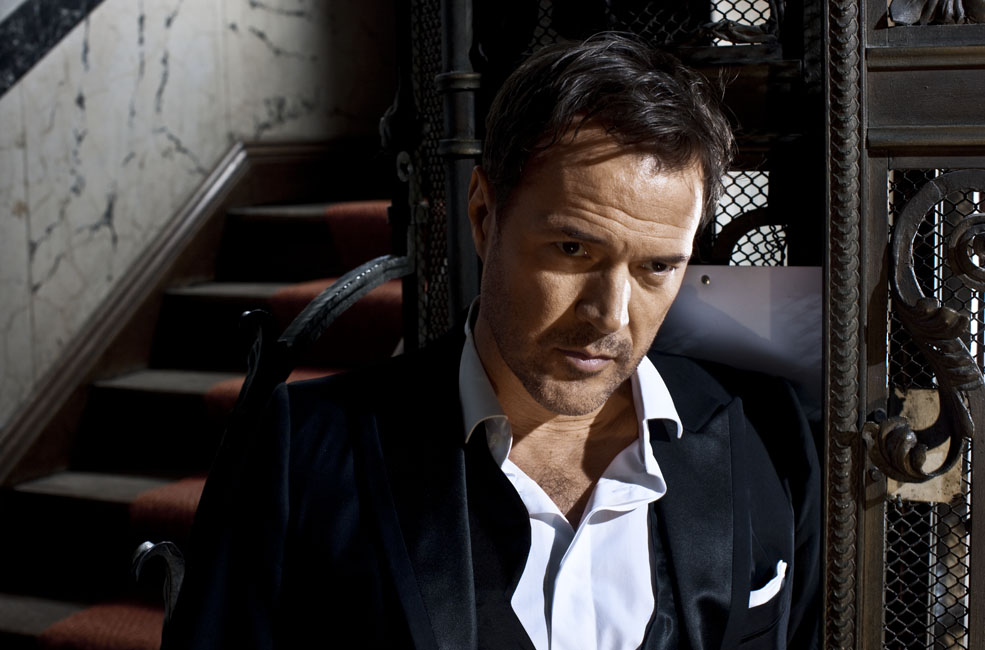
Georg Dreyman (Sebastian Koch).

- Georg Dreyman est un auteur renommé qui semble être le seul à sympathiser par idéalisme avec le régime de la RDA. Cependant, ainsi que le soupçonne Grubitz, il est « trop poli » pour ne pas mentir. Il vit avec l'actrice de théâtre Christa-Maria Sieland une union qui semble parfaite. Son caractère oscille entre repli sur soi — notamment après le suicide de son ami Jerska — et bonheur exacerbé. Bien que d'origine bourgeoise, il ne sait plus faire un nœud de cravate. Malgré ses amis haut placés, son œuvre appréciée et son sincère soutien à la RDA, Dreyman a attiré sur lui la vindicte du ministre Hempf qui convoite Christa-Maria. Le comportement du ministre usant et abusant de son autorité, la mise à l'écart de son ami Jerska, défenseur de la liberté qui finalement se suicide, font basculer Dreyman dans l'opposition.

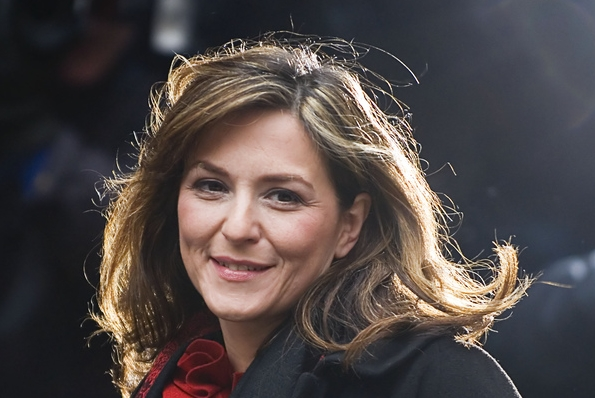
Christa-Maria Sieland (Martina Gedeck).

- Christa-Maria Sieland — « CMS » dans les rapports de la Stasi — est actrice et l'interprète principale de la plupart des pièces de son concubin Dreyman. Professionnelle appréciée, elle n'a pourtant pas confiance en elle et cède à la pression du ministre Hempf qui n'a de cesse de lui répéter que son succès sur scène ne dépend que de son bon vouloir. Acceptant malgré elle les avances du ministre, elle ne le supporte pas et se procure des anti-dépresseurs pour tolérer sa propre duplicité. Or, en RDA ces médicaments sont absolument interdits car la propagande et l'idéologie supposent le bonheur de tous : l'autorisation de la vente de telles substances reviendrait en effet à reconnaître son échec. La consommation illégale de Christa-Maria, provoquée par le ministre, sert justement de prétexte à celui-ci pour la faire arrêter et la forcer à dire ce qu'elle sait de l'auteur de l'article sur le suicide en RDA, puis à indiquer l'emplacement des preuves. Rongée par le remords, elle se jette sous les roues d'un camion.

## Production
Le tournage s'est déroulé sur 37 jours, du 26 octobre au 17 décembre 2004. Le film a été tourné presque exclusivement à Berlin. L'appartement de Georg Dreyman se trouve dans la Marchlewskistraße à Friedrichshain. Certaines scènes ont été tournées à la porte de Francfort et dans la Karl-Marx-Allee. Un lieu important est celui du bâtiment qui hébergeait les bureaux de la Stasi dans la Normannenstraße à Lichtenberg. Hubertus Knabe (de), directeur du mémorial à l'ancienne prison de la Stasi à Berlin, affirme qu'on ne connaît aucun cas d'officier ayant protégé ceux qu'il avait à observer. « Ce film donne l'impression que des officiers de la Stasi ont tenté d'aider leurs victimes ou leurs détenus. Cela n'est jamais arrivé et cela n'aurait pas pu arriver, car la surveillance était intense et les cas de trahison passibles de la peine de mort »,. En raison de l'intrigue choisie pour le film, Hubertus Knabe n'a pas permis d'utiliser la prison originale pour le tournage.

## Distinctions

### Récompenses
- Prix du film de Bavière 2005
  - Meilleur acteur principal
  - Meilleur scénario
  - Meilleure réalisation
  - Meilleure production
- Prix du cinéma européen 2006
  - Prix du meilleur film européen
  - Prix du meilleur acteur européen
  - Prix européen du scénario
- Prix du film allemand 2006
  - Meilleur film
  - Meilleur acteur principal masculin
  - Meilleur rôle secondaire masculin
  - Meilleure réalisation
  - Meilleur scénario
  - Meilleure prise de vue
  - Meilleure image
- Festival international du film de Locarno 2006 : prix du public
- Prix du Syndicat français de la critique de cinéma et des films de télévision 2007 : prix Léon Moussinac du meilleur film étranger
- Oscars 2007 : meilleur film en langue étrangère
- British Academy Film Awards 2008 : meilleur film étranger
- César 2008 : meilleur film étranger

### Nominations
- Golden Globes 2007 : meilleur film étranger
- British Academy Film Awards 2008 : meilleur film, meilleur réalisateur, meilleur acteur, meilleur scénario original

## Analyse
Il s'agit là d'une fiction sur un couple d'artistes est-allemands en 1984 : lui est auteur de pièces à succès, elle est actrice de théâtre renommée. Le réalisme historique a été particulièrement recherché par le réalisateur Florian Henckel von Donnersmarck, qui a rencontré des anciens membres de la Stasi, l'ancienne police politique chargée de la sécurité d'État au temps de la RDA, ainsi que des victimes de cette police. Il s'est documenté pendant quatre ans et a fait appel à ses propres souvenirs d'enfance, notamment quand il passait la frontière entre « les deux Allemagnes » avec ses parents. La description du régime communiste aborde les atteintes aux droits de l'homme et le comportement de l'intelligentsia favorable au régime soviétique. Sur le plan politique, le film montre la réalité d’un État communiste en Europe de l'Est. On peut aussi y voir exposé le dilemme qui se pose à l'artiste : collaborer ou bien se trouver dans l'impossibilité d'exercer son art, quel qu'il soit. Malgré ce contexte très présent, Donnersmarck précise qu'il n'a pas fait un film historique : « Mon but, dit-il, était de raconter une histoire sur des personnes réelles, mais en sublimant cette réalité et en adoptant un point de vue émotionnel ». Le matériel utilisé pour espionner l'appartement du comédien est exactement le même que celui qui était utilisé par la Stasi. Ulrich Mühe — le capitaine Wiesler — tient dans ce film le rôle d'un officier subalterne tiraillé entre sa vision idéaliste de la RDA et la découverte progressive de la réalité, tandis que Ulrich Tukur — son supérieur Grubitz — tient celui de l'officier cynique et carriériste, conscient de la réalité du régime mais s'en servant à son profit. Les deux acteurs avaient ensemble déjà joué des rôles similaires dans Amen., quatre ans avant, mais dans une position inversée : sans être dans sa hiérarchie, Mühe y avait un rang supérieur à celui de Tukur et, en outre, il se trouvait du côté des « mauvais » alors que Tukur était du côté des « bons ».